# واين أوينز
واين أوينز (بالإنجليزية: Wayne Owens)‏ هو محامي وسياسي أمريكي، ولد في 2 مايو 1937 في بانغويتش في الولايات المتحدة، وتوفي في 18 ديسمبر 2002 في تل أبيب في إسرائيل بسبب نوبة قلبية. حزبياً، نشط في الحزب الديمقراطي. في انتخابات مجلس النواب الأمريكي 1990 ‏، انتخب عضو مجلس النواب الأمريكي عن دائرة Utah's 2nd congressional district ‏ وقد انضم خلال فترته النيابية ‏ (3 يناير 1991 – 3 يناير 1993)  للكتلة البرلمانية الحزب الديمقراطي وانتخب عضو مجلس النواب الأمريكي.

## أنظر أيضًا
- قانون تعويضات التعرض للإشعاع